# Kurt Reidemeister
Kurt Werner Friedrich Reidemeister (13. října 1893 Braunschweig, Německé císařství – 8. července 1971 Göttingen, Západní Německo) byl německý matematik. V roce 1921 obhájil disertační práci z algebraické teorie čísel, pod vedením Ericha Heckeho. Zabýval se především kombinatorickou teorií grup, kombinatorické topologií, geometrickou teorií grup a základy geometrie.

## Vybrané publikace
- Knoten und Gruppen (1926)
- Einführung in die kombinatorische Topologie (1932)
- Knotentheorie (1932)